# آپولودور

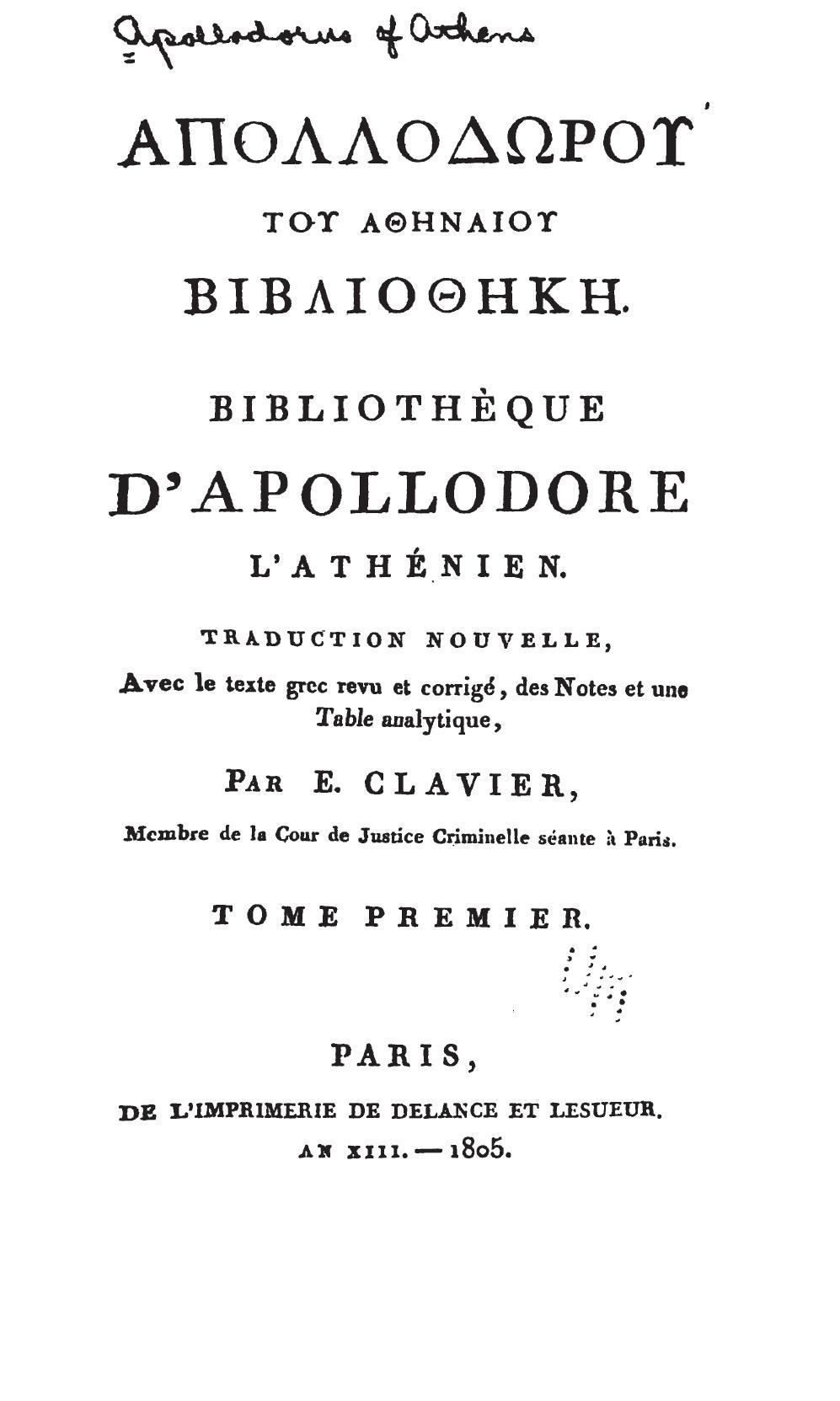
بخشی از کتاب آپولودور آتنی در سال 1805

آپولودور آتنی (به یونانی: Απολλόδωρος ο Αθηναίος) (زاده حدود ۱۸۰ پ.م.) از نویسندگان یونانی و شاگرد آریستارخوس بود. بیشتر معروفیتش به خاطر نگارش گاهشمار تاریخ یونان است. گاهشماری او فاصله زمانی بین سقوط تراوا (۱۱۸۴ پ.م.) تا سال ۱۴۴ میلادی را در بر میگرفت. "رسالاتی در باب خدایان" یکی دیگر از تالیفات او است. دائرةالمعارف اساطیر یونان تحت عنوان "کتابخانه" که نگارش آن را به او نسبت میدهند از آن او نیست.
آپولودور شروحی بر آثار هومر و کلاسیک‌های دیگر نوشت و مطالعاتی در علم الاشتقاق، جغرافی و علم الاساطیر به عمل آورد.